# Monaco au Concours Eurovision de la chanson 1964
Monaco a participé au Concours Eurovision de la chanson 1964 le 21 mars à Copenhague, au Danemark. C'est la 6e participation monégasque au Concours Eurovision de la chanson.
Le pays est représenté par Romuald et la chanson Où sont-elles passées ?, sélectionnés en interne par Télé Monte-Carlo.

## Sélection
Le radiodiffuseur monégasque, Télé Monte-Carlo (TMC), choisit l'artiste et la chanson en interne pour représenter Monaco au Concours Eurovision de la chanson 1964.
Lors de cette sélection, c'est la chanson Où sont-elles passées ?, écrite par Pierre Barouh, composée par Francis Lai et interprétée par le chanteur français Romuald, de son nom entier Romuald Figuier, qui fut choisie avec Michel Colombier comme chef d'orchestre. Romuald retournera à l'Eurovision pour représenter le Luxembourg en 1969 et Monaco en 1974.
| Ordre | Interprète | Chanson                 | Langue   |
| ----- | ---------- | ----------------------- | -------- |
| 1     | Romuald    | Où sont-elles passées ? | Français |

## À l'Eurovision
Chaque jury national attribue un, trois ou cinq points à ses trois chansons préférées.

### Points attribués par Monaco
| 5 points | France   |
| 3 points | Italie   |
| 1 point  | Belgique |

### Points attribués à Monaco
| 5 points | 3 points                              | 1 point  |
| -------- | ------------------------------------- | -------- |
| - France | - Belgique - Luxembourg - Yougoslavie | - Suisse |

Romuald interprète Où sont-elles passées ? en 10e position, suivant l'Allemagne et précédant le Portugal. 
Au terme du vote final, Monaco termine 3e sur 16 pays, ayant reçu 15 points,.